# Condado de Wyoming (Nueva York)
El condado de Wyoming (en inglés: Wyoming County) fundado en 1841 es un condado en el estado estadounidense de Nueva York. En el 2000 el condado tenía una población de 43,424 habitantes en una densidad poblacional de 28 personas por km². La sede del condado es Warsaw.

## Geografía
Según la Oficina del Censo, el condado tiene un área total de 1544 km² (596,1 mi²), de la cual 1533 km² (591,9 mi²) es tierra y 10 km² (3,9 mi²) (0.59%) es agua.

### Condados adyacentes
- Condado de Genesee - norte
- Condado de Livingston - este
- Condado de Allegany - sur
- Condado de Cattaraugus - suroeste
- Condado de Erie - oeste

## Demografía
En el 2000 la renta per cápita promedia del condado era de $39,895, y el ingreso promedio para una familia era de $45,088. En 2000 los hombres tenían un ingreso per cápita de $31,973 versus $22,252 para las mujeres. El ingreso per cápita para el condado era de $17,248 y el 8.40% de la población estaba bajo el umbral de pobreza nacional.

## Localidades
- Arcade (villa)
- Arcade (pueblo)
- Attica (pueblo)
- Attica (villa)
- Bennington (pueblo)
- Bliss (lugar designado por el censo)
- Castile (pueblo)
- Castile (villa)
- Covington (pueblo)
- Eagle (pueblo)
- Gainesville (villa)
- Gainesville (pueblo)
- Genesee Falls (pueblo)
- Java (pueblo)
- Middlebury (pueblo)
- Orangeville (pueblo)
- Perry (villa)
- Perry (pueblo)
- Pike (villa)
- Pike (pueblo)
- Portageville
- Sheldon (pueblo)
- Silver Lake (aldea)
- Silver Springs (villa)
- Strykersville (aldea)
- Warsaw (villa)
- Warsaw (pueblo)
- Wethersfield (pueblo)
- Wyoming (villa)

## Transporte

### Carreteras
- U.S. Route 20A
- Ruta Estatal de Nueva York19
- Ruta Estatal de Nueva York19A
- Ruta Estatal de Nueva York39
- Ruta Estatal de Nueva York63
- Ruta Estatal de Nueva York77
- Ruta Estatal de Nueva York78
- Ruta Estatal de Nueva York98
- Ruta Estatal de Nueva York238
- Ruta Estatal de Nueva York354